# Berthold Wells Key
Berthold Wells Key (ur. 19 grudnia 1895, zm. 26 września 1986) – generał major i oficer British Indian Army.

## Życiorys
Urodzony 19 grudnia 1895 roku, był synem dr J.M. Keya. Key uczył się w Dulwich College w Londynie i zaciągnął się do oddzielnej listy armii 1 października 1914 roku. W grudniu 1914 roku zaciągnął się do British Indian Army. 

### I wojna światowa
Key służył w 45. Pułku Sikh podczas I wojny światowej oraz osiągnął stopień kapitana w 1918 roku. Został ranny w Mezopotamii w 1918 roku i otrzymał Military Cross. Oto co napisano za otrzymanie Military Cross: 
Za bezprzykładne męstwo i oddanie dla służby nieopodal Shuraimiyah 20 października 1918 roku. Podczas patrolu przez pozycje w Fathah rozkazano mu atakować i zabezpieczyć wzgórze będące w rękach wroga. Pomimo tego, że kompania była narażona na ciężki ogień to osiągnęła ona swój cel z powodzeniem, a następnie Key posuwał się nieustraszenie dalej, by jak najlepiej wykorzystać swoje położenie. Ranny, odmówił poddania się leczeniu dopóki jego kompania nie została wycofana do obozu. Jego zachowanie w walce było wspaniałe.
W 1917 roku ożenił się z Aileen Leslie (zm. w 1951 roku), córką płk. E.L. Dunsterville’a, z którą miał jednego syna i dwie córki. Jego syn został zabity w akcji we Włoszech podczas II wojny światowej.

### Okres międzywojenny
Po I wojnie światowej Key służył w Afganistanie w 3/11 Batalionie Pułku Sikh na północno-zachodniej granicy. W 1935 roku Key został awansowany do stopnia podpułkownika i od 1936 roku dowodził 2/11 Pułkiem Sikh. W 1937 roku otrzymał Distinguished Service Order za służbę w Waziristanie.

### II wojna światowa
Od 1940 do 13 stycznia 1942 roku Key dowodził 8. Indyjską Brygadą Piechoty na Malajach. Brygada Keya była pierwszą brytyjską jednostką, która stoczyła walkę z Japończykami po ich wylądowaniu w północnych Malajach w grudniu 1941 roku. Kiedy gen. mjr Murray-Lyon został odwołany ze stanowiska dowódcy indyjskiej 11. Dywizji Piechoty Key zastąpił brygadiera Parisa na stanowisku dowódcy dywizji. Okazał on się być zdolnym dowódcą, jednak sytuacja na Malajach była krytyczna i z tego powodu British Army pod dowództwem Percivala skapitulowała w Singapurze 15 lutego 1942 roku wobec o wiele mniejszych sił japońskich.
Resztę wojny Key spędził jako jeniec wojenny w Japonii.

### Po wojnie
Na własną prośbę został adiutantem króla Jerzego VI, a następnie dowódcą różnych dystryktów w Indiach. Przeszedł na emeryturę w styczniu 1949 roku. Gen. mjr Berthold Key zmarł w Sandwich 26 września 1986 roku.